# ТИМАЦ
ТИМАЦ — Комплекс тестов для дифференцирования отдельных родов бактерий группы кишечных палочек
- Т — температурный тест (тест Эйкмана);
- И — тест индолообразования;
- М — реакция с метиловым красным;
- А — реакция на ацетилметилкарбинол (реакция Фогеса — Проскауэра);
- Ц — цитратный тест;
- Л — сбраживание лактозы.

В комплексе ТИМАЦ температурный и цитратный тесты являются основными, наиболее стабильными, позволяющими дифференцировать бактерии группы кишечных палочек фекального происхождения от бактерий группы кишечных палочек, обитающих во внешней среде.

## Температурный тест (тест Эйкмана)
Способность сбраживать углеводы (лактозу, глюкозу, маннит) при температуре культивирования, превышающий температуру тела человека, получила название температурного теста. Для дифференциации Escherichia от Citrobacter и Enterobacter предложена температура культивирования 43-44° С. Для Escherichia температурный тест положительный, то есть они способны сбраживать углеводы при 43-44 ° С, большинство же бактерий родов Citrobacter и Enterobacter такой способностью не обладает. Температурный тест определяют на специальных средах Эйкмана, Кесслер, Булижа.

## Тест индолообразования
Способность продуцировать индол присуща Escherichia; бактерии из родов Citrobacter и Enterobacter индола не образуют. Штаммы E.coli, выделенные из кишечника человека, образовывали индол в 90,1-98,6 % случаев.

## Реакция с метиловым красным
Реакция заключается определении интенсивности образования кислоты при ферментации микробом углевода. Реакцию проводят следующим образом. К культуре (3-5-суточного возраста), выращенной на среде Кларка, добавляют несколько капель метилового красного. При pН 5,0 и ниже индикатор изменяет светло-желтый цвет на красный, что свидетельствует о сильном кислотообразовании. E.coli и Citr. coli citrovorum дают красное окрашивание среды, Ent aerogenes — жёлтое. При pН выше 5 среда остается светло-желтой.

## Реакция на ацетилметилкарбинол
Ароматическое вещество — ацетилметилкарбинол (ацетоин) образуют Ent. aerogenes. Е. coli и Citr. coli citrovorum такой способностью не обладают.
Для постановки реакции к 5 мл культуры 4-5-суточного возраста, выращенной на пептонной воде с глюкозой или на среде Кларка, добавляют такой же объём 40%-ного раствора КОН. При наличии ацетилметилкарбинола среда окрашивается в розовый цвет.

## Цитратный тест
Способность микроорганизма усваивать в качестве единственного источника углерода лимонную кислоту или её соли называют цитратным тестом . Изучаемую культуру высевают на цитратную синтетическую среду (жидкую Козера или плотную Симмонса). Citrobacter и Enterobacter растут на цитратных средах и получили название цитратположительные или цитратассимилирующие бактерии, тогда как Escherichia не дают роста на указанных средах и называются цитратотрицательные.

## Сбраживание лактозы
Способность сбраживать лактозу присуща большинству семейства Enterobacteriaceae. Представители рода Escherichia (за исключением лактозоотрицательных вариантов Е. coli) сбраживают лактозу, Citrobacter и Enterobacter сбраживают лактозу непостоянно.
Признаки, входящие в этот комплекс, определяют принадлежность бактерий группы кишечных палочек к одному из трех родов: Escherichia, Citrobacter и Enterobacter.